# 日本の電車史
日本の電車史（にほんのでんしゃし）では、日本の鉄道における電車の発達過程について記す。

## 概要

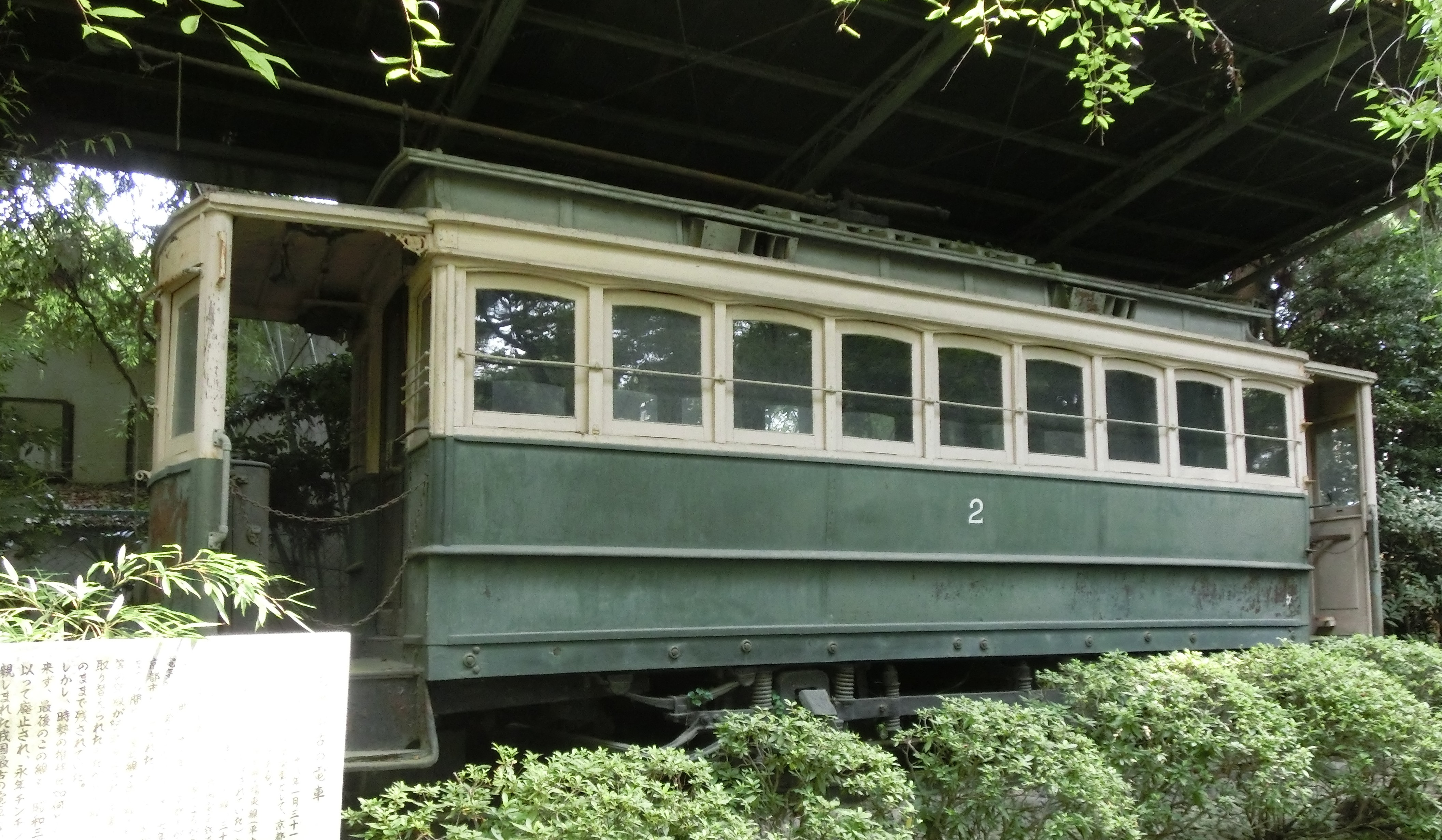
日本で初めて営業運転された電車の車両。平安神宮の創建と同じ明治28年に、京都市内で運行されたことから、平安神宮神苑に安置されている。

世界的には多くの国が、路面電車や地下鉄などの都市内鉄道を除き、旅客列車・貨物列車ともに、動力集中方式と呼ばれる、機関車と客車や貨車によって構成された動力機関を一箇所にまとめた方式の列車を運行している。これに対し近年の日本は旅客列車において動力分散方式と呼ばれる、電車・気動車などといった動力装置を編成中の複数車両に分散させた形態の列車が主流になっている、世界的に見ても稀有な国で、電車大国と呼ばれることがある（日本以外の鉄道で、動力分散方式が主流になっている国にイタリアがある）。
日本で動力分散方式が発展した背景には、以下のような要因があったとされる。
1. 運転密度を高くすることが求められ、都市部で駅を拡張しようにも土地の入手が困難なことから、折り返し時に機関車を前後に付け替えるために必要な機回し線などの用地が不要となり、入換えの手間がかからない、運転台が列車編成の両端についた電車や気動車が必要となった。また、すでに自動連結器化がされていたため、ヨーロッパなどで普及している動力集中方式での推進運転（プッシュプル）には適さなかった。
2. 地盤が弱く軌道の負担力が小さいため、重量の重い機関車方式を使った列車の高速化や輸送力向上が難しかった。
3. 駅間距離が短い区間が多く、曲線・勾配による速度制限区間も多いため、客車列車よりも加減速性能に優れた電車・気動車列車の方が好まれた。
4. 電車は運用形態から、旧来車両との互換性を無視して編成単位でシステムチェンジがしやすいため、高性能化などの技術革新を採り入れやすい（実際には総括制御である事から制御信号読替装置・ブレーキ指令切替装置による異システム間の連結も割合たやすく、多くの大手私鉄に見られる）。

日本の場合、営業運転では電車（京都電気鉄道・明治28（1895）年）のほうが電気機関車導入（碓氷峠・明治45（1912）年）より歴史が古く（営業運転以外では鉱山でマインロコの使用がこれ以前にある）、私鉄の電化路線ではほとんどが当初から電車を使用していた他、官営鉄道も私鉄買収によるものだったとはいえ明治39年（1906）から 電車を使用して、国産技術確立は電車のほうが早かったこともあり、大正12年（1922）の東海道線の東京から熱海までの電化計画では、最初の旅客輸送はすでに国産技術が確立した電車列車（デハ43200形）による100km近い長距離列車が計画されていたほどだった（ただしこれは関東大震災による被災復旧に回されこの目的には使用されないまま終わっている）が、ちょうどこのころから電気機関車の輸入も始まったこともあり、以後30年ほど（80系電車のころまで）は長距離列車は他の国と同様、機関車方式が主流になっていた。
また、貨物列車は現在に至るまで日本でもほとんどが動力集中方式である。（電車を用いた例外に、近年に登場した日本貨物鉄道（JR貨物）の「スーパーレールカーゴ」がある。かつては電化私鉄の一部において車両1両分で事足りる程度の貨物輸送に存在していた）。長編成の場合動力集中方式の方が技術的、経済的に有利である一方、貨物列車では通常は旅客列車ほど速達性を要求しないためである。動力集中方式#長所と短所も参照されたい。
本項以下では、日本でどのように電車が発展してきたかについて述べる。

## 旅客輸送

### 路面電車

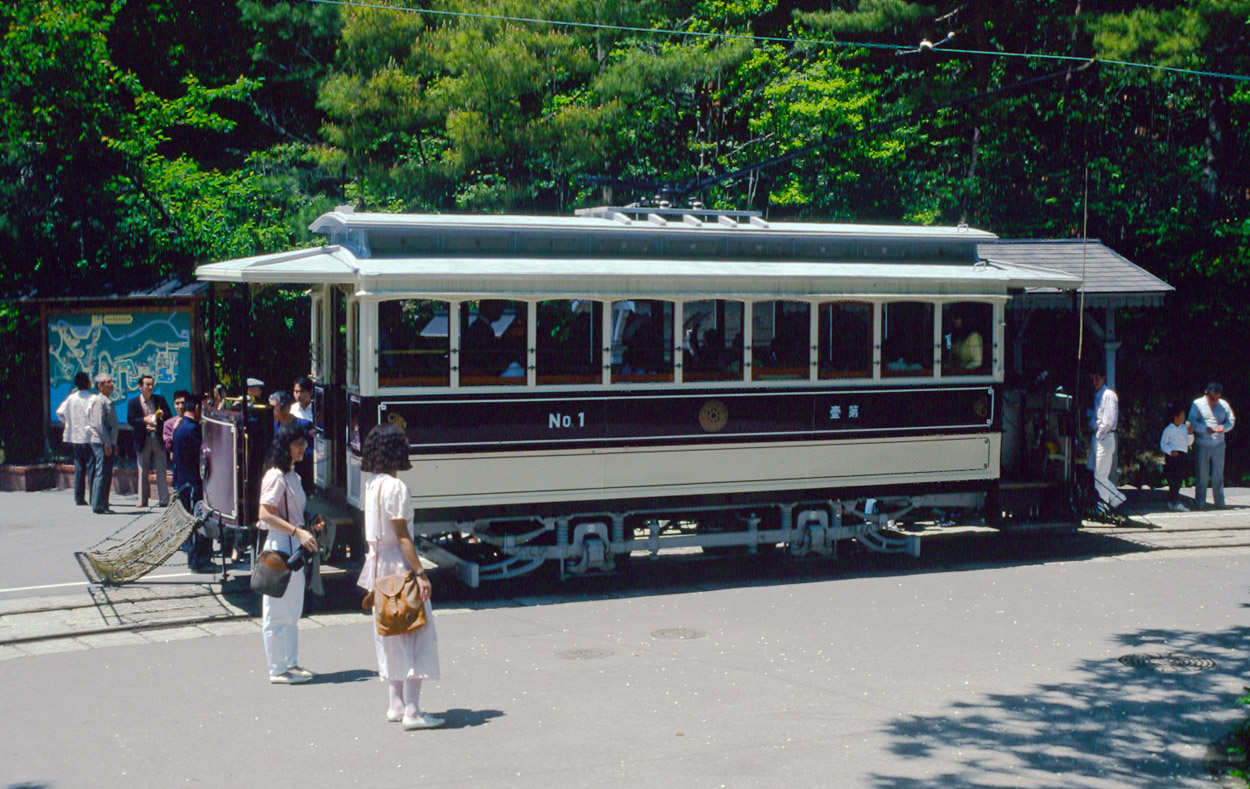
博物館明治村における京都電気鉄道の電車

世界初の電車営業運転は、1881年のドイツのベルリンにおける路面電車であったといわれる。
もともと市街交通には、蒸気機関車牽引による列車は、火災や煤煙公害などが問題となる上、加減速性能も低いことから不向きであったため、馬車を発展させた形の馬車鉄道などが使われていた。しかしこれも、給餌などの手間がかかり、糞尿の始末や衛生面での欠点があった。そのため、ヴェルナー・フォン・ジーメンスにより電動機を用いた電気機関車が発明されると、それを乗客が乗れるように改造して馬車鉄道などの代替にしようという考えが生まれ、路面電車の実現に至ったと言われる。
しかし、そのシステムは駆動系に耐久性の低いベルトを用い、電動機を床上に備え、しかも集電システムが軌道上に敷設された第3・第4軌条によるなど、明らかに未完成であり、長距離輸送に供するには全く不適当なものであった。
この状況が劇的な改善を見るのは、エジソン研究所出身でエジソンの部下であったアメリカのスプレーグの手により、1880年にトロリーポールが考案され、1885年に電動機を床下に備え、車輪と台枠で支える方式（釣りかけ式）を考案、1888年にリッチモンドの路面電車でこれらを実用化した。
後にスプレーグ・システムと呼ばれるようになったこの電気鉄道システムは単純かつ耐久性の高い吊り掛け式モーター、直接式制御器、トロリーポールによる架空電車線方式、と後の電気鉄道システムの基本要素を全て備えた、非常に完成度の高いシステムであり、更に1889年には連結運転時の総括制御を可能とする間接式制御器も彼の手によって開発され、ここに電気鉄道は揺籃期を脱し、成長期に入ることとなった。
彼の開発した電気鉄道システムはエジソン麾下のゼネラル・エレクトリック社との2人3脚でスティームトラムや馬車鉄道、あるいはケーブルカーといった既存の市街鉄道システムを駆逐してアメリカ全土に急速に展開され、1890年代にはジョージ・ウェスティングハウス率いるウェスティングハウス・エレクトリック社およびウェスティングハウス・エアブレーキ社（Westinghouse Air Brake Co.：WH社、あるいはWABCOとも。現Wabtec社）の参入による交流送電や信頼性の高い自動空気ブレーキシステムの導入を経て、長距離を高速運転する都市間高速電気鉄道（インターアーバン）への道も切り開かれていった。
日本においても、電車の創始は同じようなものであった。1882年開業の東京馬車鉄道をはじめとして、日本各地に馬車鉄道が順次敷設されていったのであるが、前述のような問題点や馬を道具としてみなせない国民性から、次第に取り替えられる形で、電車が普及していったのである。
1890年に上野公園で第三回内国勧業博覧会が催されたとき、藤岡市助がアメリカから持ち帰ったスプレーグ・システムによる路面電車2両を、東京電燈が公園内に450mの軌道を敷いて公開運転したのが日本の電車事はじめとなった。そしてその5年後の1895年には、京都市において京都電気鉄道が日本初の電車営業運転を開始した。さらに、名古屋電気鉄道、大師電気鉄道、小田原電気鉄道、豊州電気鉄道、江之島電気鉄道、宮川電気と続き、東京市（1943年に東京都となる）でも民営会社によって路面電車が開業し（後に市営化）、1903年には大阪市で初めて市直営の電車（大阪市電）が運行を開始した。

### 郊外電車
路面電車が全国で広がると、今度はそれまで蒸気機関車を用いていた路線でも、駅間距離の短い市街地付近などを中心に電車を導入しようという考えが広まっていく。1904年8月に中央本線の前身である甲武鉄道において、蒸気機関車との併用であるが、初めて鉄道路線（路面電車は軌道）で電車の使用が開始された。これは市街区間において、並行して走る路面電車に乗客を奪われるようになっていたため、対策として考え出されたものであった。またこのとき用いられた電車は全長33ft（約10ｍ）の2軸車でトロリーポールを前後につけた形態で当時の路面電車と見た目はさほど変わらないものの、それまでの車両の多くが、複数車両を連結した際に車両ごとに運転士を乗せる必要があったところ（直接制御）、一つの運転台で複数の車両制御ができる総括制御を採用し、後方の車両にもブレーキを作動させられる空気ブレーキを装備するなど、付随車を付けていても終端駅で迅速な折り返し運転ができるような仕組みがあり。これは合理化のみならず電車の長編成化を可能にさせることにも貢献し、以後の電車の主流となっていった。なお、甲武鉄道は1906年に鉄道国有法に基づいて国家買収されたため、甲武鉄道の電車運転を開始した区間は官営鉄道初の電車（後の国電）にもなった。
2軸車ではない大型の電車が日本で使われ始めたのは京浜電気鉄道（1899年に開業開業時は「大師電気鉄道」）が1904年9月から使用を始めた京浜電気鉄道1形からで、それまでは2軸電車に付随車を牽引させるなどして輸送量が多いときに対応していた（総括制御はしてない）が、輸送量の増加で全長44尺（約13.4ｍ）のボギー車の採用に踏み切ったものであった。
また関西の方でもアメリカで路面電車を都市間交通として発展させたインターアーバンが普及するのを見て、「標準軌・専用軌道・大型のボギー電車」を日本でも導入しようという構想も生まれ、それを最初に実現したのは大部分が専用軌道で作られた（前述の京浜は併用軌道が多かった）阪神電気鉄道で、1905年に開業し1形と呼ばれるやはり全長44尺のボギー電車を使用していた。この阪神電車は営業的に成功を収め、並行する官鉄路線の乗客を2/3ほど奪ったとされる。ただし、これらは路面電車の統制を行う軌道法に基づいて建設され、扱い上は路面電車であったため単行運転を前提とした車両で前述の京浜1形も阪神1形もオープンデッキでさらに連結走行を考慮されておらず（大型なので多客時も単行で十分とされた）、総括制御なし・前後に救助網があって連結器なしというスタイルである。
日本の電車に路面電車とは別の形体が広まり始めたのは1907年に南海鉄道（後の南海電鉄）が使用し始めた電1号で、総括制御こそないが連結器があり、プラットフォームからの乗降を前提としているオープンデッキではない引き戸のあるボギー電車で、2年後の電2形からは総括制御もできるようになり、1911年には路線延長の結果難波から和歌山市までの約60㎞を走行（当時の電車では最長）するので、電3形とそれに付随 する電附1形による編成には貫通扉や便所も設けられた。
この南海鉄道は阪神電鉄設立以前から蒸気機関車で運行し、明治38年に甲武鉄道の電気技術者・市来崎佐一郎を引き抜いて電車化を進めた会社だった が、明治40年代から大正初期にかけては都市圏で最初から電気鉄道の会社の新設も進み、箕面有馬電気軌道（1910年3月）・京阪電気鉄道（1910年4月）・大阪電気軌道（1914年） などといった、類型路線を敷設する会社が続々と出現することとなり、官営鉄道も1909年12月から中央線（旧、甲武鉄道）以外に山手線の電化を始め、官営鉄道最初のボギー車ホデ6100形（当初はホデ1形）が誕生している。
また、名古屋電気鉄道のようにすでに市内電車を営業していた会社が、郊外電車へ進出した例も見られた（同社は路面電車と郊外電車の直通運転も行った）他、東京電車鉄道と東京市街鉄道（後に双方合併して東京市電）ではボギー車（251形と1001形）を1906年から導入しており、路面電車ボギー化の先駆けとなった。

### 技術革新と質の向上
大正・昭和期に入ると技術革新により、それまで工業技術水準が低かったため外国製に依存していた主要機器を徐々に国産に移行しようという動きも見られるようになる。
大正初期までは電気機器を輸入に頼っていたが1914年の第1次世界大戦の影響で入手困難になり、主電動機の場合は官営鉄道は1916年に大井工場で50PSの主電動機に成功し、その後国の指導で国産化が進められ、大正末期には国産技術が確立した。
この過程では東洋電機製造がイギリスのイングリッシュ・エレクトリック社との提携によって京阪電気鉄道などの出資によって創設され、日立を除く他の重電メーカー各社もゼネラル・エレクトリック（東芝）、ウェスティングハウス（三菱）、メトロポリタン・ビッカース（三菱）など、欧米の電機メーカー各社との提携関係を結んで当初はそれら提携先の製品のライセンス生産あるいはスケッチ生産からはじめ、やがて独自設計の製品を生み出すようになっていった
その一方で、電車の性能自体も格段に向上していった。この頃、アメリカのインターアーバンは衰退期に差し掛かっていたが、技術的にはまだ日本よりはるかに優位にあったことから、各私鉄の技術者などが訪米視察し、日本においても見習って新技術を取り入れようとしていた。
まず大正3年には、それまで低圧の600V直流電源を用いていた（用いないといけなかった）電化方式に対して、京浜線（現在の京浜東北線）の電車運転開始に際し輸送量増加に伴う電圧降下防止に昇圧されることになり、当時の技術などを考慮した結果1200V（ちょうど2倍の電圧なので電動機の直列並列を切り替えれば従来の600V区間との直通もできた）が使用され、その後技術向上もあってさらに電圧をあげられるようになり、1922年に出された東海道本線の全線1500V電化の計画に先立って試験を行い、その結果を私鉄にも公開したところ、同年の大阪鉄道が私鉄で初めて1500V直流電源を採用（河内長野-布忍間）し、東海道線電化以後開業の私鉄は基本的に1500Vを採用するようになり、官営鉄道も京浜線・中央線・山手線を1931年までに1500Vに昇圧した。
こうした電気を流す機構も、明治時代には地面に逃がした電気が水道管を電食したり電信電話に悪影響を及ぼすと1899年に内務省より「市街地の電気鉄道は架空複線式」と命令が出たような障害もあったが、その後技術が進みそうした問題がなくなったので大正期には構造が簡単で運転保安上も有利な架空単線式が主流になり、集電装置自体もトロリーポールから高速運転に適したパンタグラフへ移行していき、官営鉄道では大正3年（京浜線・デハ6340形）、私鉄も1924年に南海鉄道がパンタグラフを採用し始め広まった。
電気関係では他にも1924年の東武鉄道デハ1形から「電動発電機」が採用され るようになり、1926年の京成電気軌道100形は後の電車用制御装置の代名詞となる電動カム軸式制御装置（デッカー社の図面をもとに東洋電機で制作）が採用されるようになるなど、技術の変化が見られた。
また、連結器に関しても電車は他の車両と併結しないことが多く電車同士で統一すればいいため、官営鉄道でも1925年の自動連結器一斉交換に先駆けて電車はねじ式連結器を早いうちから交換を始め大正11年（1922）には完了、私鉄でも阪神急行電鉄が同年に神戸・宝塚線で連結運転を行うため自動連結器に換装した。
ただし、自動連結器にしてみると今度は引かれて走る客車や貨車と異なり1つの列車中に複数の動力車（電動車）があるため、電動機の特性の多少の相違と車輪の摩耗具合の違いによって電動車同士で進み方の速いものと遅いものが出ることや、頻繁にブレーキをかけるので連結器に隙間があると衝撃を発生させる不具合が問題になったので、最終的にまた換装して密着式連結器を採用することになった（密着連結器換装終了は昭和13年度。）。同じ理由で阪神急行電鉄以外の大手私鉄でも自動連結器は採用されたが、ほとんどが小型密着自動連結器や密着連結器に移行している。
（なお、私鉄の密着連結器採用は阪神電気鉄道でこれ以前の1921年にバンドン形密着連結器採用例が最初。）
他に車両大型化・高速化に伴い木製車体では負担が大きく、事故に対する車体強度や車両の劣化が早いという問題もあったため、私鉄では諸外国で実用化されていた鋼製車体の製造がはじまり、1923年の川崎造船で製造された神戸市電200形を皮切りにセミスチール車（強度と比較的関係ない屋根や内装は木造）が広まり、翌年には阪神急行・阪神電気・京浜電気などの路面電車ではない車両も作られている。
省線の場合は1923年の関東大震災で省線の木製車の多くが類焼したが、台枠などの鋼製部品の被害が小さいことが確かめられ、それまでの木製車体の電車の製造を打ち切り鋼製車体に切り替えることとなり、鉄道省の車両設計陣（朝倉希一など）は複数メーカーの技術開示による共同設計を経て鉄道省標準の統一図面を起こし、1926年にその一陣であるモハ30形が誕生し、昭和2年度の増備車からはドアエンジンも取り付けられ、今日では一般的な乗客が乗り終わると運転士が一斉にドアを閉じれるようになった（それまでは駅員が乗降後扉を閉じていた）。
この頃からそれまで精々50km未満の短距離区間でしか使用されていなかった電車は、次第に50-150km程度の中距離輸送へも用いられるようになっていく事になっていき、元々60km近くを運航していた南海鉄道では、1924年に日本の電車としては初めて食堂車（厳密には「喫茶室」）を備え、かつ全編成貫通構造とした電7系の運行を開始しており、これは他にも列車端ではなく中間に電動車が来る（中間電動車ではなく運転台はある）など電車列車の概念を先取りした設計になっていた。
他の私鉄でも1927年には小田原急行鉄道で82km、そして1929年・1930年には関東の東武鉄道と関西の参宮急行電鉄で立て続けに、130kmを超す当時としては異例の長距離電車が運行され、さらに設備やスピードの向上も推し進められ、1933年には直線主体の良好な線形の軌道に重軌条と重架線を敷設し、当時最大級の150kW級主電動機を搭載する全鋼製車を揃えて開業した阪和電気鉄道で、表定速度81.6 km/hを記録する「超特急」および「黒潮号」（いずれも阪和天王寺-東和歌山間61.2kmを45分で走破）の運行が開始された。この記録は太平洋戦争後に省線が当時最新の151系電車を使用する特急「こだま」で破るまで、実に26年間に渡って日本最高のタイトルホルダーであり続けた。
なお省線では、東海道本線の電化 については最初のうちは乗り気であり、試験機関車が来る前から丹那トンネルの開通まで見越して（実際の開通は1934年）東京から国府津まで1500V直流で電化し、これに有する電気機関車もイングリッシュ・エレクトリック社に一括して注文し、1922年からは小田原までの電車運転に備えて2扉セミクロスシート、二等車組込み、便所付の43200系電車を製造するなどしていたが、電車運転は関東大震災により中止となった。その後は東海道線電化の動きは低調になり、全線電化は一時考えずに大都市である大阪付近や東京から甲府までの中央本線（身延線は私鉄時代に電化済み）などや、長大なトンネルがある上越線（清水トンネル）・仙山線（仙山トンネル）などの電化が行われ、丹那トンネル開通後に東海道線の電化を進め始めたが、太平洋戦争開始により太平洋戦争後まで全線電化は行われなかった。
こうした電化の進展の遅れについて「陸軍などが変電所が攻撃されると運行不能になることを理由として、頑なに鉄道電化そのものに対して反対の姿勢を持っていた」という説もあるが、国鉄の鉄道技術者である朝倉希一の「技術随筆 汽車の今昔」によると「東海道線電化の一部として東京-国府津の電化のため一括してイギリスに注文した機関車の品質が悪く（中略）多くの改造の結果使用には耐えられるようにはなったが、電化論者の主張は完全に裏切られ、電化は高価であるという事を事実上に示した。これが国鉄の電化を遅らせた大きな原因となった。」としている 他、別の回でも1次大戦以前は日本に限らず電化に乗り気な国はほとんどなく「ベルリン駐在を任された明治43年（1910年）に各国に（蒸気機関車に使う）石炭輸入を防止するため鉄道電化の計画が盛んなことを知った」が、各国とも数年ほどの調査の結果「鉄道は電力荷重として好ましくない。」「電力代が安い特別な地域を除いて電化して利益の出る路線はない。」という結論になり、欧州では電化の進展は進まなかった とほぼどこも否定的な結論に終わり、電気機関車の構造においても信頼が置けないと欧州で電化は進展しなかったという。
もっとも同じ電化に関しても朝倉自身がこの次の記述で、電車と電気機関車牽引の客車列車の比較として「客車と電車では（注：乗り心地のため）下部を軽くし、ばね下重量を少なくすることが大切だから、急行列車では電車より電気機関車牽引の客車の方が動揺が少なく利益があると思っていた。ところが島秀雄氏が一時住友に居られたとき、（中略）イタリアでは電車の研究もかなり進み、相当高速度の長距離運航していると聞かされ、従来の考え方が一変した。」としているなど、この時期の鉄道省は動力集中式に傾いていた。
しかしそれでも、東京・大阪の2大都市近郊区間における電車は拡充が行われた。また、1930年には横須賀線でクロスシートや貫通幌を採用(便所も昭和10年より付随車に設置)し、二等車を組込んだ最大7両編成（貴賓車併結の場合は9両編成）の中距離電車が、AE電磁自動空気ブレーキを装備した32系電車により運行を開始し、1937年には並行私鉄との競合にさらされた関西地区の京都駅-明石駅間の95kmのうち京都駅-神戸駅間で、高速運転を行う「急行電車」（急電）が走るようになった。その後関東では東北線（大宮まで）、常磐線（取手まで）、総武線（千葉まで）、横浜線などが順次電車化されており、鉄道省保有の電車は1929年には1000両を、1944年には2000両を超えている。

### 太平洋戦争後の復興
戦時体制に入ると、乗客誘致に鉄道省や私鉄が精を出せる状況でなくなったこともあり、技術革新は停滞することになる。また空襲などによって、電車も多くが被災して運行不能になった。
終戦直後も、部品不足などによる整備不良などが原因で多くの電車の使用が不可能となり、客車代用として用い蒸気機関車に牽引される形で運行を行ったこともあった。省線では63系のような戦時設計の簡易構造車を大量増備して増加する乗客に対応したが、この63系は運輸省の方針で被災した一部の大手私鉄へも割り当てられることになり、中小私鉄では大手私鉄からそれによって不要となった小型車を譲ってもらうことで輸送力をそれぞれ回復させようとしていた。
その後、混乱は次第に収まりを見せるようになり、1947年の近畿日本鉄道における名阪特急を始めとして、他に東武鉄道や小田急電鉄などでは特別料金を取る電車列車も運行されるようになった。
また経済状況も一変し、石炭の品質は低下し数量確保さえ困難な時代もあり、これに反し電気事業の進歩は著しく発電力は太平洋戦争前以上に進み、20世紀初頭のヨーロッパであった「鉄道は電力消費量変動が激しく電力荷重として好ましくない」という問題も、鉄道も夜間でも運転されるものが相当増えたことで逆にベースロード荷重源となり、内部のみならず参画院方面からも鉄道電化が要望されることとなり、十河信二が国鉄総裁の時、3000㎞の順次電化計画のため電化委員会が設けられ、戦争の危険も去ったことで積極的に全国幹線の電化を推し進める事になった日本国有鉄道（国鉄）で、80系（湘南電車）という中距離用電車が開発された。同車は1950年には東京駅-伊東駅間を運行する準急列車「あまぎ」に投入され、さらには浜松駅・名古屋駅へと次第に運転区間は300kmを超えるまで延長され、そこで客車列車を凌ぐ性能を発揮したことから、長距離区間においても電車における運用が組め、さらにそれが日本において優れていることを証明し、これ以後の日本における列車の動力方式を、前述したように動力集中方式から動力分散方式へ移行させていく契機ともなった。
私鉄の場合も地方私鉄（主に中小私鉄）では太平洋戦争前は電化してない所も多かったが、戦中の燃料統制と太平洋戦争後の石炭価格高騰で1950年代初頭までは燃料の入手に困難をきたしたため、解決策として電化に踏み切ったところも多く、車両も大手私鉄から車両を譲り受けたり、自社が保有している気動車を電車に改造したりする例もあった。
この時期の特殊な電車の例として、1950年に宮崎交通で運行開始した蓄電池駆動方式の電車（チハ101・102・103）があげられる。蓄電池の電力で非電化区間を自力走行できるもので、約20kmの区間を1往復するごとに充電していた。蓄電池式の電気機関車は炭鉱や鉱山・遊覧鉄道などでの採用例が多くあったが、蓄電池式の電車は当時唯一のものであった。1962年に廃線になるまで使用された。

#### 貫通ほろの標準化
日本においても電車は当初小単位の輸送手段として導入された経緯から、単行〜4連程度までの編成長を意識した設計がなされ、太平洋戦争後大量輸送用化しても、1951年頃までは、編成を貫通する貫通路が設けられていないのが普通だった。中間車の車端部には乗務員が移動する為の貫通扉が設けられていたが、乗客が移動する為のものではなく、このため貫通ほろは設けられず、扉も引き戸ではなく、内側に向かって開く構造だった。例外として、横須賀線の32系と、国鉄優等列車並みの装備を意識した関西地区の私鉄およびそれに対抗する大阪鉄道管理局の国鉄電車は太平洋戦争前から装備していた。
太平洋戦争後、電車が優等列車に投入されるようになると、横須賀線や関西地区以外でも貫通路と貫通ほろを装備した電車が登場し始めた。国鉄では1949年に登場したモハ80系電車が統一された設計としてははじめてこれらを最初から装備した形式になった。しかし、短距離運用の電車は、太平洋戦争後の資材不足の影響もあり、依然とした形態が続いていた。
しかし、1951年に発生した桜木町事故（火災事故）において、貫通路が装備されておらず、火元になった車両から隣接する車両に移動できなかった事が被害を大きくした一因になった事から、国鉄では急遽、電車の貫通路を、客車同様の引き戸・貫通ほろ付に改造する事が決定された。国鉄では1954年までに他の体質改善工事と併せて改造を終了し、大手私鉄もこれに倣った。ただ、地方の中小・零細私鉄や、大手私鉄でも軌道線由来の小断面の車両にまでは完全に行き渡らなかった。
国鉄モハ80系は電車用として新しい規格の貫通ほろが採用されていたが、桜木町事故後の改造では、速やかに工事を進展させる為、大鉄局で採用実績があり、客車用の保守部品としてストックされていた貫通ほろを流用した事から、結局国鉄では客車と同一の旧態依然とした片持ち式の貫通ほろ構造が電車にも装備され、JR化以降の新世代系列の登場まで踏襲された。モハ80系についても、晩年バラ転用が始まると、他形式との混結の必要から同一の貫通ほろに改造される例が散見された。

### 新性能電車による運用の拡大

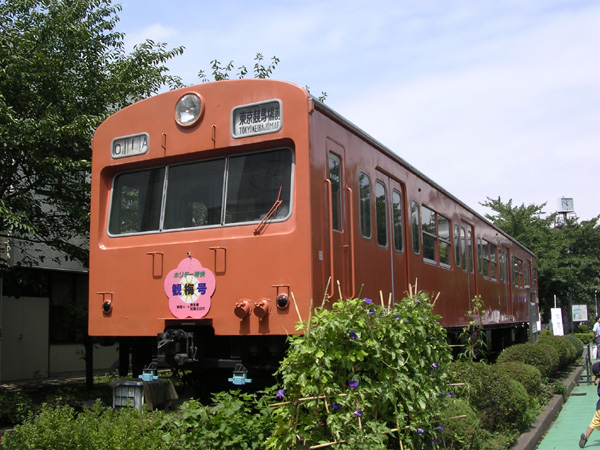
国鉄101系

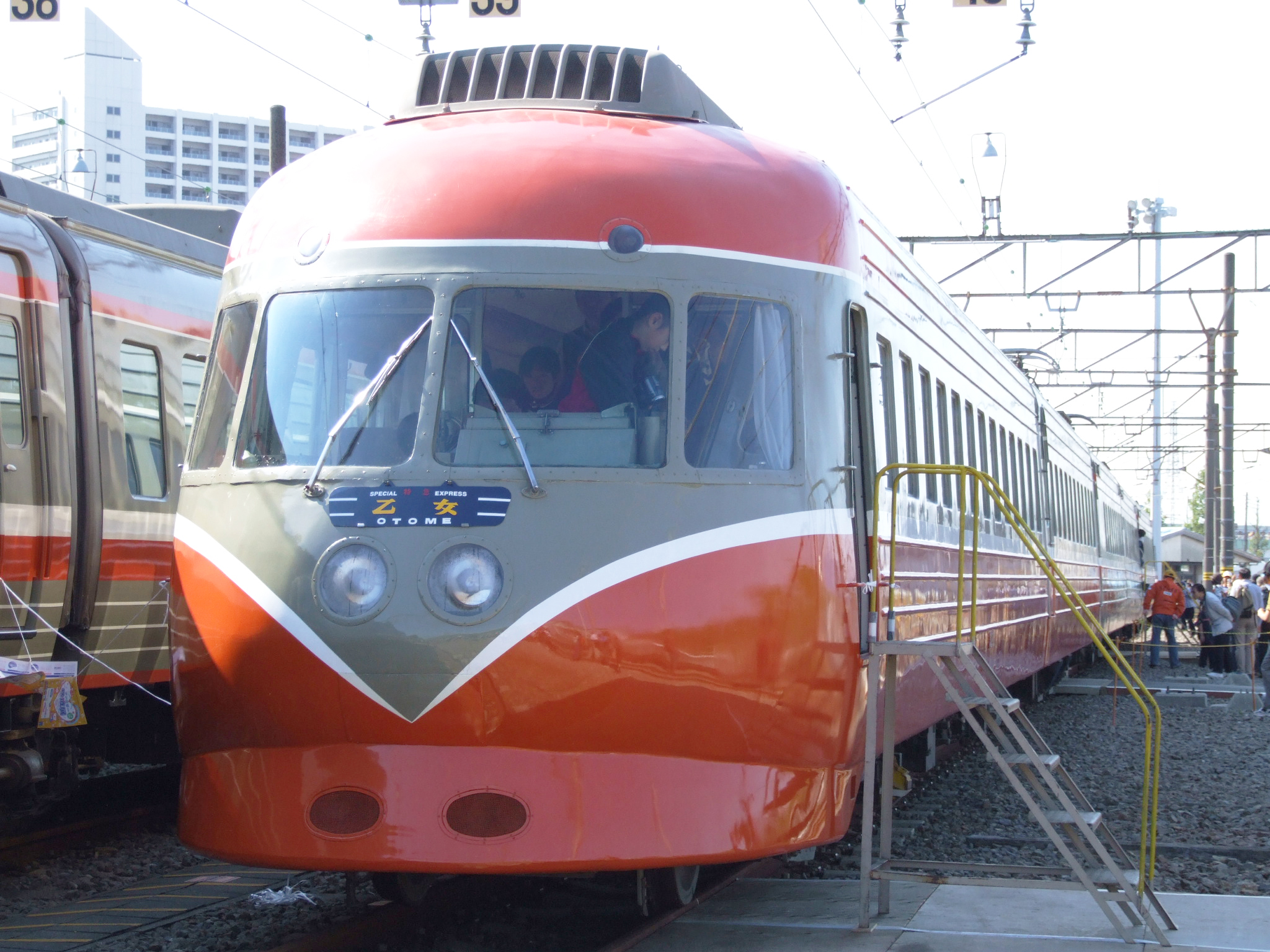
小田急ロマンスカー3000形SE

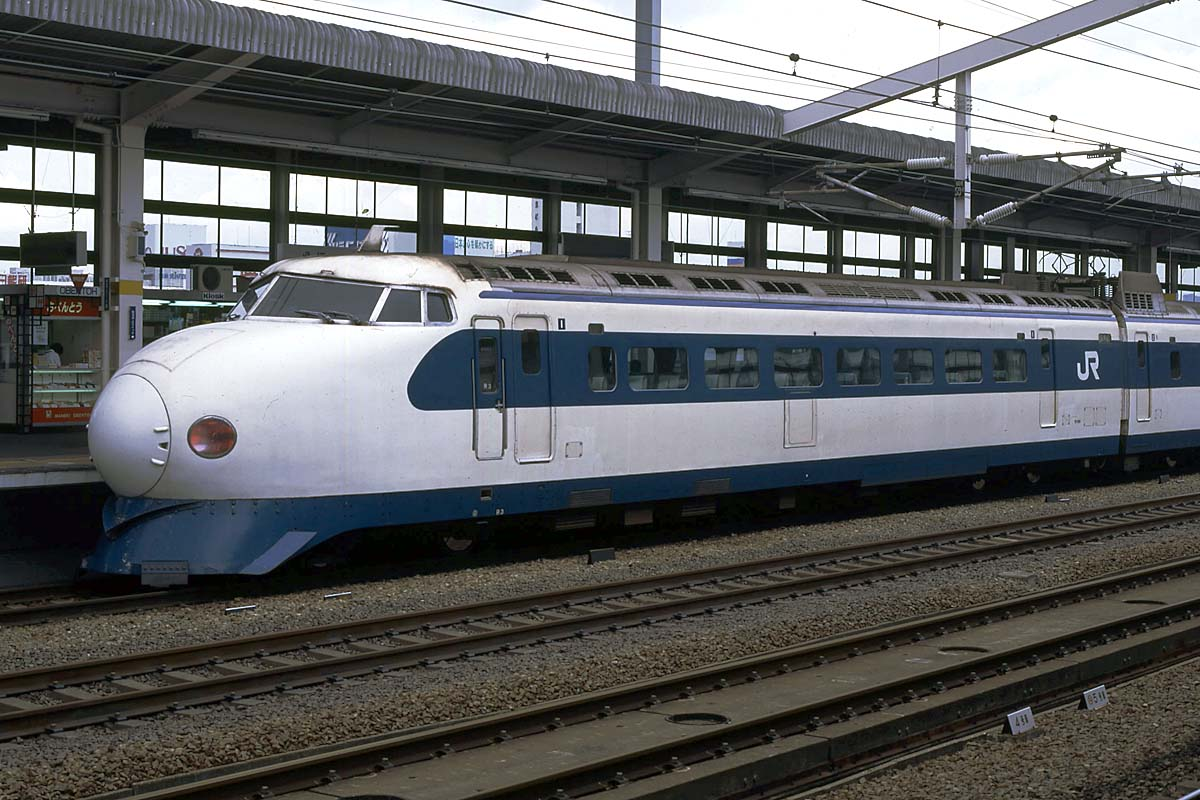
新幹線0系

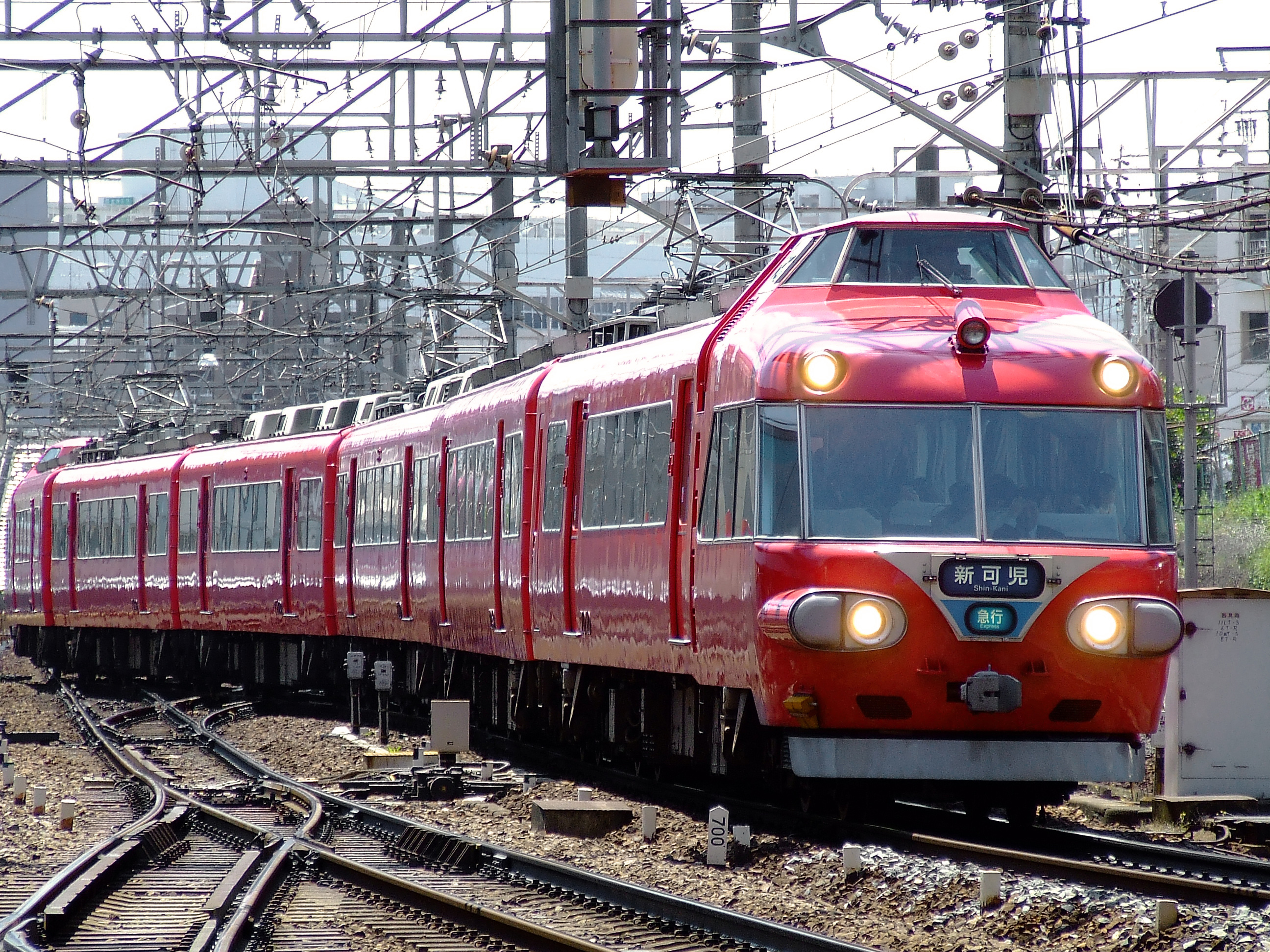
名鉄7000系 “パノラマカー”

1953年の京阪1800系・東武5720型・都電5500形・6500形・営団300形・大阪市電3000形電車を始めとして、従来の吊り掛け駆動方式に比べ効率・乗り心地・高速性能などの面で優れるカルダン駆動方式が開発され、以後の電車の主流方式となっていくことになった。
その後、国鉄でも1957年のモハ90系からカルダン駆動方式の電車を順次投入し、これらは新性能電車と呼ばれるようになった。同年、近鉄では日本で初めての高加減速車両である6800系（ラビットカー）が投入され、電車の起動加速度・減速度の引き上げが本格的に始まった年ともなった。また、同じ1957年に、小田急電鉄では3000形（SE車）と呼ばれる連接台車を採用した特急用車両（小田急ロマンスカー）を国鉄鉄道技術研究所の協力を得て開発し、国鉄に貸し出されて東海道本線で高速試験を行った。
更に、電化に関する地上整備コストを安く出来る交流電化が1955年に仙山線で採用されると、1961年には日本初の交直流電車である401系が常磐線用に開発投入された（なお、国鉄時代には全国的な車両配置転換を考慮し、北海道地区を除いては交流型電車（交流専用車）が投入されることはほとんどなかった）。
1958年には、小田急3000形の影響も受けて国鉄の特別急行列車（特急）にも電車（20系）が用いられるようになる。動力分散方式による高速列車の開発は更に進み、1964年には新幹線（東海道・0系）として結実を見る事になった。この実現には、太平洋戦争前より動力分散方式の優位性を主張し、前述した80系の開発も担った島秀雄が大きく貢献した。また島は、貨物列車も動力分散方式によるのが望ましいとも主張していた。

#### 運行路線に適応していく電車
通勤輸送がある程度充足されるようになると、長距離路線や観光路線を抱える私鉄は独自性のある特急用車両を開発し、乗客へのアピールを行った。1958年に近畿日本鉄道が2階席を設けたビスタカー10000系、1961年に南海電気鉄道は優雅なデザインと山岳路線への直通を可能にしたデラックスズームカー20000系を投入。そして、運転台を二階に置き前面展望を楽しめる名古屋鉄道のパノラマカー（7000系など）、小田急電鉄のロマンスカー（3100形など）も次々にデビュー、華やかさを競った。
また、私鉄各社は前述のような有料特急車両を投入する会社と、通勤輸送用の一環としての特急車両を投入する会社（阪急・京急など）に色分けされるようになった。
山地の多い日本では、勾配の続く山岳路線も多く、平坦線とは異なる性能の電車が要求された。これに対し国鉄は、平坦線用の出力強化型の系列に抑速ブレーキを追加した勾配線用の系列を開発（例、113系→115系）。近郊型から特急型までを揃え、電車の運用範囲は全ての電化路線に及ぶようになった。また、電車は得意の高加速性能を発揮し、従来機関車が重連・補機を用いていた急勾配区間でも補機を必要とせず、速度向上やコスト削減に大きく貢献した（例外として、付随車の割合の多い特急列車の一部区間、そして国鉄随一の難所碓氷峠では補機が必要となった）。

### 国鉄での停滞と都市交通の変容

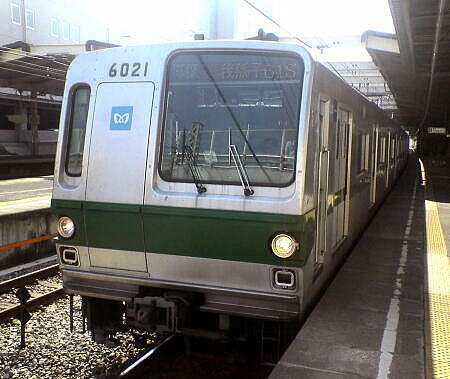
営団6000系電車

国鉄における技術革新は、世界でも珍しい寝台・座席車兼用の581系・583系電車が1967年に開発され、1973年に自然振り子式車両の381系電車が出来た辺りを最後に、停滞するようになっていく。その背景には、労使関係の悪化もあって、新形式の投入に対して国鉄労働組合（国労）や国鉄動力車労働組合（動労）が反発したこと、試運転の実施もこれらの労組の非協力的姿勢や反発で困難だったことがあり、なお、国鉄財政悪化のなかで通勤五方面作戦などの混雑緩和に追われ、新形式投入よりも既存車両と同一の車両を大量増備した方が安定的と見られた部分があるとされる。そのため、国鉄の電化区間においてはその末期辺りまで、昭和30年代に開発された103系電車・113系電車などの車両が20年前後の長きにわたり投入され続け、東海道・山陽新幹線でも、開業以来1980年代半ばまで0系電車が長年にわたり増備され続けるという、技術的に停滞する結果を招いた。
その一方で、私鉄では徐々に技術革新が進んでいった。帝都高速度交通営団（現在は別組織の東京地下鉄）で、それまでの制御方式である抵抗制御に代わって、電機子チョッパ制御（熱放出量が少ない・消費電力を軽減できるシステムである回生ブレーキの使用が可能）並びにアルミ合金車体（メンテナンスの軽減や軽量化の利点がある）を採用した6000系電車が1968年に開発された。また、東京急行電鉄は1950年代後半からステンレス車体（アルミ合金に同じ）を積極的に採用していたが、やはり回生ブレーキが使用できる界磁チョッパ制御方式の導入に至った。高度経済成長期の最盛期からオイルショック後の時代にかけ、質より量に傾きがちであった国鉄に代わり、車両・重電メーカー各社との協力で、日本の電車の技術革新を実効的に推進した、という点で、この時期の大手私鉄企業・地下鉄事業者の功績は大きい。

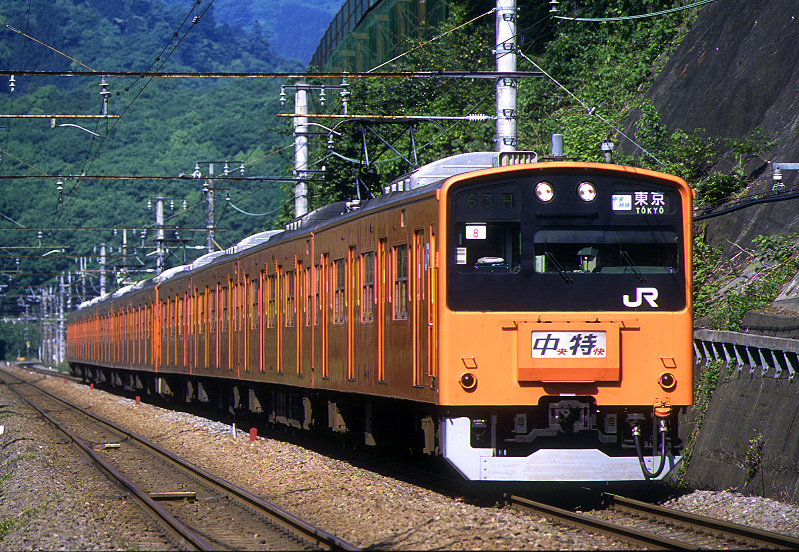
国鉄201系電車

しかし私鉄についても会社によって方針は様々であり、抵抗制御・鋼製車体の車両を維持する会社もまだまだ多かった。なお、地下鉄各社が新技術の導入に積極的なのは、抵抗器の廃熱によるトンネル内の気温上昇・勾配区間の連続等、地上路線よりも運転条件が厳しかったことによる。また、国鉄で前述の技術を採用した電車が製造されるには、オイルショックに伴い省エネが叫ばれるようになった、1979年の201系電車（電機子チョッパ制御・鋼製車体）まで待つ必要があった。
また、都市交通として使命を長く負っていた路面電車も、自動車社会の発達（モータリゼーション）の影響で、大都市を中心に広島市などの例外を残して、次々と廃止されていった。大都市近郊においては、路面電車の代わりに地下鉄の建設（1927年の東京地下鉄道が都市交通としては初）が盛んになっていく。
通勤形・近郊形車両への冷房導入や、都市発達による編成の長大化、緊密ダイヤ化なども、この頃推し進められるようになっていった。ロングシート通勤車両の冷房化は京王帝都電鉄（現・京王電鉄）初代5000系電車に端を発しているが、地下区間において前述のトンネル内気温上昇の問題があり、抵抗制御の車両に限らず地下鉄車両には冷房機を設置することが躊躇され（冷房機もまた車外に熱を排出する為）、サービス向上の足枷となった。

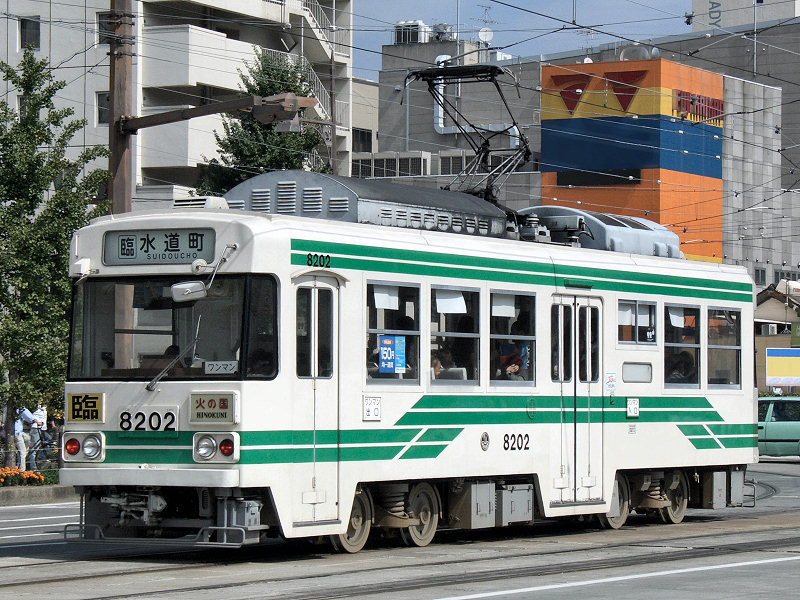
熊本市交通局8200形電車

1983年には、熊本市交通局でインバータ技術を活用した可変電圧可変周波数制御（VVVF制御）を用いた8200形電車が製造された。この方式は現在に至って、電車・電気機関車の主流方式として広く採用されている。
国鉄末期には、211系電車や205系電車で直巻電動機を使用し、簡便な回路構成を用いて回生制動を使用できる界磁添加励磁制御方式が開発・採用される一方、1986年に1編成のみが試作された207系電車のように、実用化まもないVVVF制御をいち早く導入しようという気運も見られた。これらは、国鉄分割民営化に伴うJR各社発足後、本格的に進展する事になる。なお、211系・205系電車では合金製車体の他、機構を簡略化し軽量化を図った、ボルスタレス台車も採用されている。

### JR発足後から現在まで

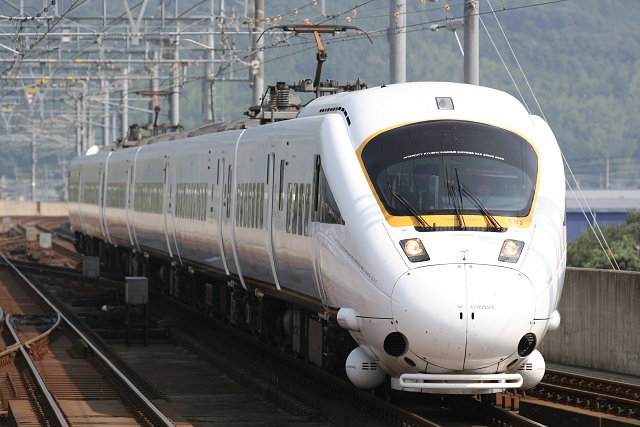
JR九州885系

JR発足後、各社における進取の風潮は更に高まり、独自性を打ち出す会社も増えた。たとえば九州旅客鉄道（JR九州）では、電車のみでなく気動車、クルーズ列車、観光列車も含め、水戸岡鋭治デザインによるインパクトを持った外見と、快適さを追求したデザインの内装を持った車両が製造されるようになった。
西日本旅客鉄道（JR西日本）では国鉄時代に製造された車両も、延命工事・車内改装を施して長く使う面があり、その一方で東日本旅客鉄道（JR東日本）や東海旅客鉄道（JR東海）では国鉄形車両を早期に淘汰する面があるなど、各社で方針に違いが生ずるようになった。どちらにしても、国鉄時代は私鉄主導で技術革新などが進んでいたものが、分割民営化後はJR主導の流れになった事は確かといえた。

#### 地域輸送

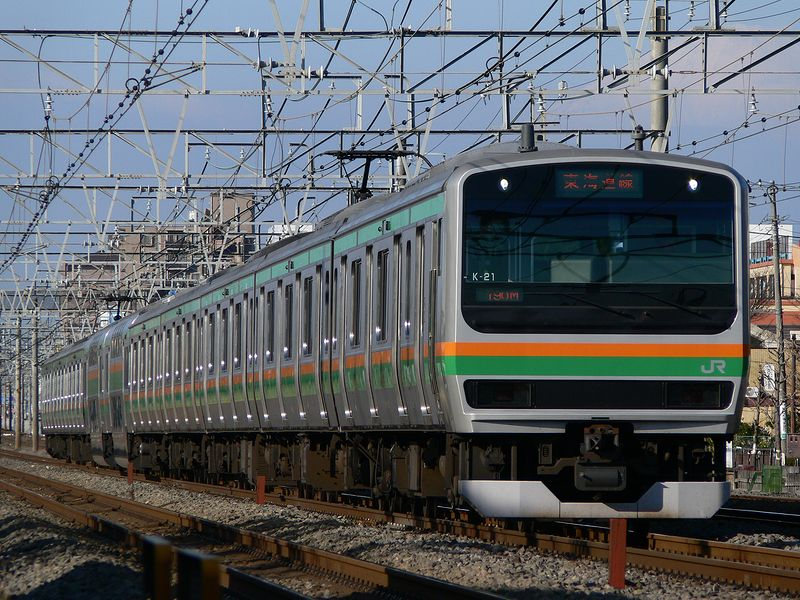
JR東日本E231系

新車の製造コストや保守整備コストを抑えようという観点から、東日本旅客鉄道（JR東日本）では209系において車両の軽量化・大量生産方式を採用し、続くE231系ではそれまで存在した近郊形電車と通勤形電車の区分を廃して、一般形電車という新基準を設け、2車種をまとめた事により開発費と保守費の削減を図った。さらにはE231系とほぼ同一仕様の電車を投入して、大手私鉄などでも開発コスト・製造コストを抑えようという声も出た。これは相模鉄道の10000系などで採用された。
昨今ではその考えを推し進め、各社における車両仕様の共通化を図って、製造・整備費用の削減を目指そうということから、通勤・近郊電車の標準仕様ガイドラインと呼ばれる基準が制定された。これにしたがって、東武鉄道で50000系が製造されたりもしている。
路面電車においては、超低床電車（LRV）と呼ばれるバリアフリーの観点に立った電車の採用も各事業者でなされるようになった。ライトレールへの脱皮を図り、生き残りを図ろうという施策の一つと言えるものである。

#### 都市間輸送

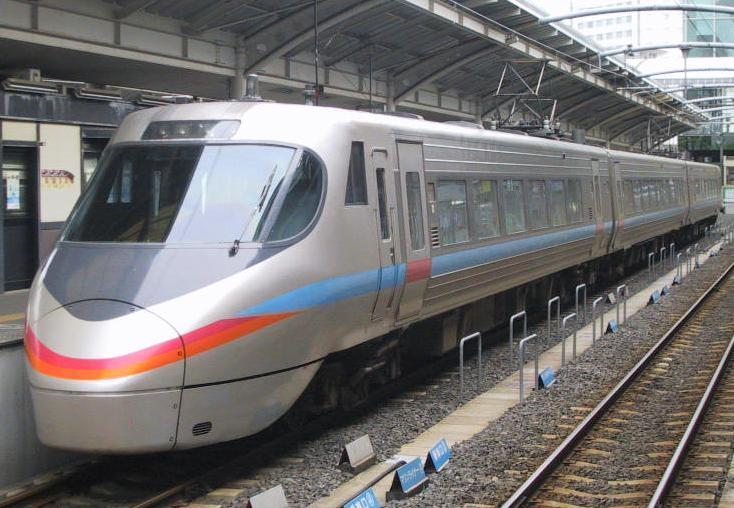
JR四国8000系電車

特急形車両にもJR各社がそれぞれの路線にあった特急形電車・気動車を開発しているが、国鉄381系電車で実用化された自然振り子式を改良した各種の車体傾斜システムを導入した形式が各地で登場し、運転時分の短縮に貢献する事となった。
きっかけは1989年に四国旅客鉄道（JR四国）が投入した、営業用として世界初の制御付き自然振り子式の2000系気動車であった。381系は自然振り子式であったため乗客が酔いやすいなどの問題点があったが、2000系気動車では車体の傾斜を強制的に行う制御装置を追加することで解決を図った。
この成功を受けてJR各社は制御付き自然振り子式電車を開発し、曲線が多く速度向上が困難だった幹線区間に投入した。まず1992年にJR四国が8000系電車を投入した。その後も、JR東日本E351系電車（1993年 - 2018年運用終了）、JR東海383系電車（1995年）、JR九州883系電車（1995年）、JR西日本283系電車（1996年）、JR九州885系電車（2000年）と、JR北海道を除く各JR旅客会社がこの方式の電車を開発・運用している。JR東海の383系は同社の381系電車を全て置き換えたが、JR東日本のE351系およびJR西日本の283系は従来車両全てを置き換えずに製造を終え、新造投入された非車体傾斜車両とともに運用されている。
空気ばねの伸縮を利用した強制車体傾斜式は、自然振り子式よりシンプルな機構で製造・保守も容易なため、新幹線電車では2007年に使用を開始したN700系をはじめE5系・E6系で、また私鉄では名古屋鉄道（2000系電車など）・小田急（50000形電車）の有料特急用形式で、それぞれ導入されている。

#### 非電化区間への進出
気動車の走行による排出ガスの解消や、二酸化炭素排出量・騒音の軽減、エンジンと変速機の保守費削減などを目的として、非電化区間を走行できる電車の研究・開発も行われている。
2000年代以降、鉄道総合技術研究所R291形やJR東日本のクモヤE995形など、燃料電池を用いた電車の研究が行われている。
また、2010年頃より、架線集電によりリチウムイオン電池に充電し、その電力で非電化区間を走行する電車も開発されている。電化区間では普通の電車と同様に架線集電により走行し、走行中あるいは電化された駅構内で停車中に充電し、非電化区間を走行するというものである。2015年にJR東日本が烏山線に直流集電式のEV-E301系を投入して初めて実用化し、2016年にはJR九州が筑豊本線（若松線）に交流集電式のBEC819系を投入した。2017年にはJR東日本がBEC819系と基本構造を同じくする交流集電式のEV-E801系を男鹿線に投入している。蓄電池で走行する電車は先述のように宮崎交通での採用例があるが、これは人手を用いて鉛蓄電池に充電するものであり、架線集電での充電は新たに開発された技術である。BEC819系は約10 kmの非電化区間を往復する。EV-E301系・EV-E801系は約20 - 25 kmの非電化区間を走行するが、運行区間の終点駅に充電専用の架線を新設し、終点での折り返し時にも充電する。

## 貨物輸送

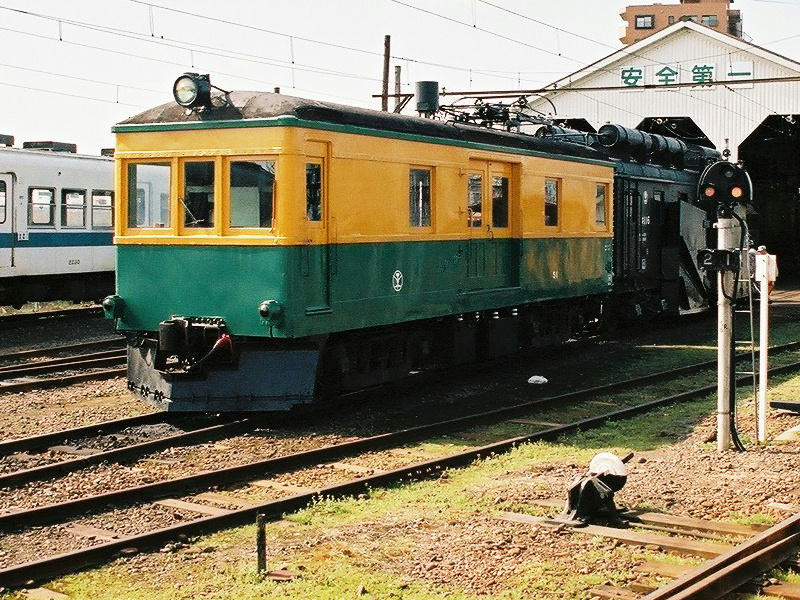
私鉄電動貨車の例（新潟交通モワ51）

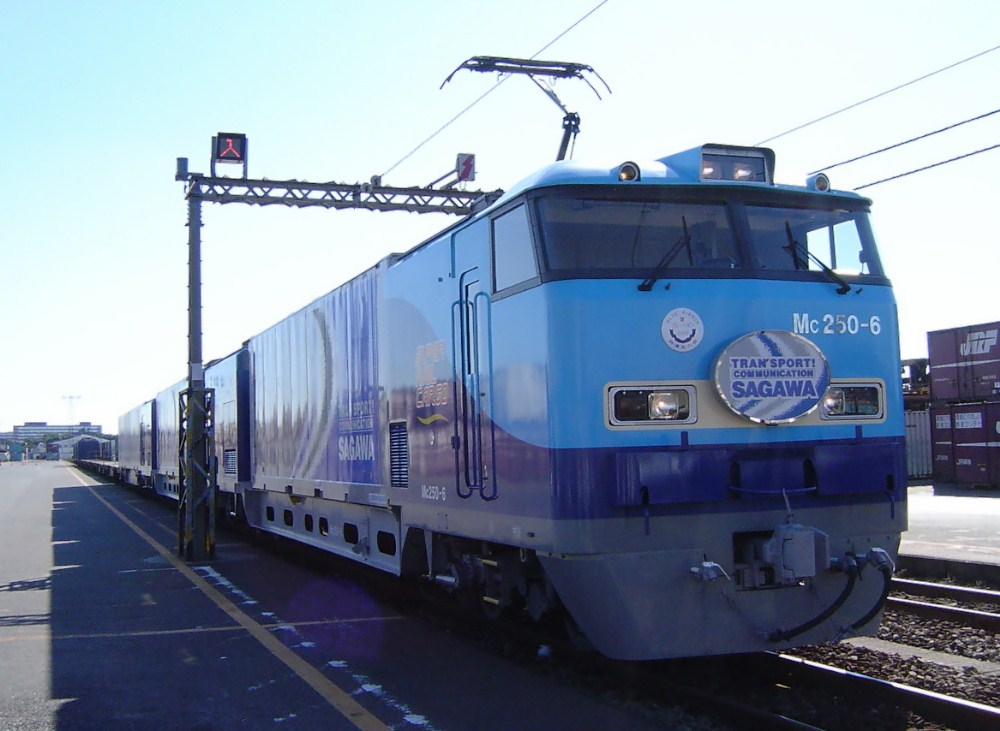
JR貨物M250系

旅客のみならず、貨物輸送用の電車（電動貨車）も製造された。主に大正時代から昭和初期の太平洋戦争前期にかけて私鉄向けに多く製造された。しかし、貨物輸送は貨車を国鉄・私鉄などの各線相互間を直通させることで行われる例が多く、国鉄線に直通できないことは大きな欠点となった。距離の短い一私鉄路線内で完結でき、しかも車両一両分で賄える程度の小量の貨物輸送にしか対応できないため、自動車が普及した1950年代以降はほとんど需要がなくなり、廃れていった。電車による貨物輸送とはいえないが、一部の小規模私鉄では電車を電気機関車の代わりに用い、貨車をけん引させる例もあった。
国鉄内部で島秀雄は、旅客列車のみならず貨物列車も動力分散方式が望ましいと主張したが、国鉄ではコンテナを電車で輸送することを検討し、1960年に試作車としてクモヤ22形2両を製造し、試験を行ったが、実用化には至らなかった。なお、荷物車にも電車は存在した。
現在なお、動力集中方式で運行される貨物列車がほとんど全てを占めている中にあって、JR貨物では2002年、実用の長編成貨物列車としては世界初の動力分散方式を採用したM250系コンテナ貨物電車を新製したが、少数に留まり、運用区間や積載されるコンテナの種類も制限されている。